# Vliv jazyka na rozhodování spotřebitele
Vliv jazyka na rozhodování spotřebitele je s rostoucí globalizací stále důležitější oblastí. Zjistit, jak a podle čeho se spotřebitel rozhoduje, patří k základním pilířům úspěchu či neúspěchu firmy. Problematikou rozhodování a úsudku se zabývali také Daniel Kahneman s Amosem Tverskym, které lze považovat za zakladatele této myšlenky. 

## Jazyk reklamy a rozhodování spotřebitele
Jedním z vlivů, který rozhodování ovlivňuje je jazyk, ve kterém je produkt prezentován. Proces rozhodování mohou doprovázet nejrůznější předsudky, nedorozumění apod. Lingua franca dnešní doby je jednoznačně anglický jazyk. Jako příklad lze uvést televizní reklamy v Nizozemsku, které jsou ve 40 % v anglickém jazyce. To samozřejmě ovlivňuje vnímání reklamy a prezentování produktů jako takových, a proto se stále více autorů zabývá otázkou vlivu jazyka na potenciální zákazníky.
Mnoho lidí každodenně používá více než jeden jazyk, a to ať v práci, škole či s přáteli. Nemálo lidí mluví dokonce i více než jedním cizím jazykem. Tyto dovednosti ovlivňují jak jejich mínění, tak také proces rozhodování.

## Bilingvní spotřebitelé
Pokud se snažíme oslovit bilingvního zákazníka, máme na výběr z jeho mateřského jazyka a z dominantního jazyka země, kde momentálně žije. Nastává tomu například u hispánské komunity ve Spojených státech amerických, kdy můžeme za zvolený jazyk reklamy uvést angličtinu nebo španělštinu. Otázkou tedy je, které z těchto možností raději využít. Výzkumy v této oblasti se zabývaly tím, zda by lidé provedli stejné rozhodnutí v cizím jazyce jako ve svém mateřském, protože stejné reklamní sdělení v různých jazycích může způsobovat odlišné asociace.
Výzkum z roku 2009 prokázal, že slogany v mateřském jazyce jsou vnímány více emotivně, což samozřejmě ovlivňuje rozhodování o potenciálním nákupu. Výzkumu se účastnili Francouzi a Nizozemci a tento jev byl stejný pro obě národnosti, bez rozdílu blízkosti řečí k angličtině. Jiná studie uvádí, že reklama v mateřském jazyce více evokuje myšlenky na rodinu, přátele a domov, které způsobují pozitivní přístup a záměry nákupního chování. Jako důvod autoři uvádějí, že relativně běžným jevem v USA je situace, kdy lidé mluví anglicky v práci, škole, s přáteli a doma používají jiný (svůj mateřský) jazyk.

## Vědecké postoje k jazyku reklamy
Pokud by měla reklama vést k více emočnímu jednání, je vhodné ji vytvořit v mateřském jazyce cílového spotřebitele. Toto emoční jednání má totiž vliv na rozhodovací proces. Puntoni, De Langhe a Van Osselear zkoumali tento jev za podmínky ceteris paribus.
Na druhou stranu ale cizí jazyk často způsobuje změny v systematičnosti rozhodování. Používání cizího jazyka je složitější, spotřebitel nad ním musí více přemýšlet, a proto je systematičnost rozhodování oslabena a spotřebitel více dá na svou intuici, emoce a další kognitivní procesy.
Naopak ale cizí jazyk může vést k posílení systematičnosti rozhodování, protože způsobuje distanční mechanismus, který snižuje intenzitu používání intuice a emočního rozhodování, protože slova v cizím jazyce jsou méně provázaná s emocemi, a donutí jej nad rozhodnutím více přemýšlet a uchylovat se k analytickému myšlení. Ti, co provádějí rozhodnutí, z toho důvodu opouštějí nejrůznější předsudky, které by v případě mateřského jazyka, doprovázely jejich proces rozhodování.